# Ibidem
La parola ibìdem (da ibi ["ivi, lì", ma anche "allora"], e idem ["stesso, medesimo"]), abbreviata ibid., è un avverbio di luogo, mutuato dal latino ĭbīdem (/iˈbiːdem/). In origine aveva un significato sia locativo ("nello stesso luogo"), sia temporale ("nello stesso tempo", "contemporaneamente", "parimenti"). Nell'uso moderno, ha assunto un significato specifico come notazione bibliografica.

## Utilizzi dell'espressione
Se in uno stampato (libro, opuscolo, rivista, ...) ricorre più volte consecutivamente la citazione di una stessa opera, la prima volta viene indicata per esteso, mentre dalla seconda volta in poi non viene più citata per esteso, ma in forma abbreviata, utilizzando ibidem o altre notazioni simili.
È importante stabilire questa distinzione:
- Si utilizza la notazione ivi ("in quel luogo", dal latino ibi), per indicare, evitando inutili ripetizioni, che una citazione si riferisce alla stessa opera cui si sia fatto riferimento nella citazione immediatamente precedente;
- Si utilizza la notazione ibidem (abbreviato ibid., che significa propriamente "nello stesso luogo"), quando si vuole indicare che una citazione si riferisce alla stessa pagina cui si sia fatto riferimento nella citazione immediatamente precedente.

La notazione ivi va accompagnata dal numero di pagina, o delle pagine, utili a identificare il passaggio cui ci si vuole riferire; mentre ibidem non necessita di nessuna specificazione. Esempio:
```
7. E. Casamassima, 
Trattati di scrittura del Cinquecento italiano
, Milano, Il Polifilo, 1966, p. 71.

8. 
Ivi
, p. 79.

9. 
Ibid.
```

Invece, nella prassi citazionale anglo-americana si usa in entrambi i casi ibidem, quasi sempre abbreviato ibid.

## Differenza rispetto adop. cit.
Ivi e Ibidem si usano solo quando la citazione per esteso è la citazione precedente (nella stragrande maggioranza dei casi entrambe appaiono nella stessa pagina). 
La locuzione op. cit. ("nell'opera citata") va usata invece quando la citazione per esteso si trova in un'altra parte del testo (un altro capitolo, un altro paragrafo, ecc.). Nel caso di un articolo di rivista, si usa la locuzione art. cit.

## Differenza rispetto apassim
L'avverbio latino passim ("qua e là", "ad ogni passo") si usa come notazione bibliografica, quando l'oggetto della citazione, vale a dire l'argomento a cui essa è relativa, ricorre in pagine diverse della stessa opera. Anziché citare tutte le pagine, che sarebbe un'operazione lunga e laboriosa, dopo il nome dell'autore, il titolo dell'opera e le note tipografiche si scrive la prima pagina o sequenza di pagine in cui l'argomento menzionato compare e si fa seguire dall'avverbio passim. Esempio:
```
F. Cordero, 
Le situazioni soggettive nel processo penale
, Torino, Giappichelli, 1956, pp. 1-10 e 
passim
.
```